# الثورة الهايتية

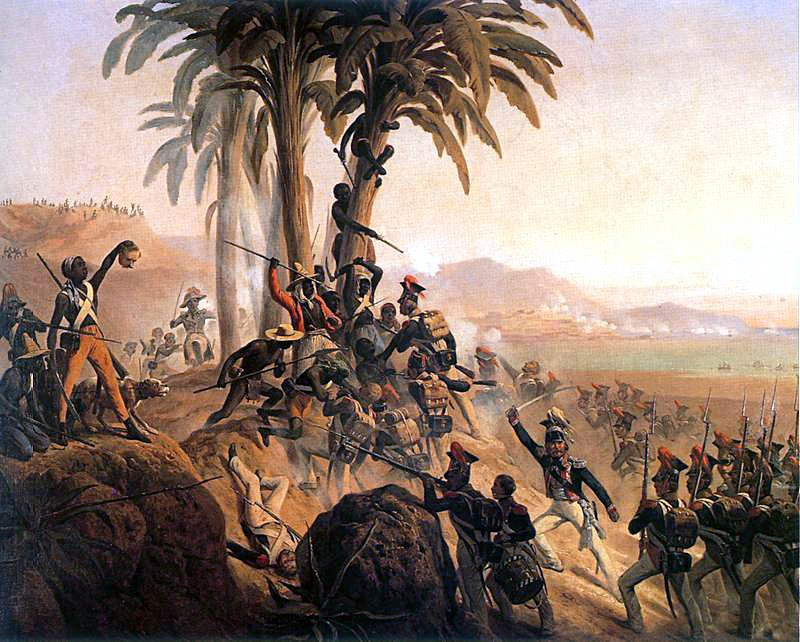
معركة سان دومينغو

الثورة الهايتية هي تمرد ناجح قاده العبيد الذين أعتقوا أنفسهم ضد الحكم الاستعماري الفرنسي في سان دومينغو، والتي تُشكل اليوم دولة هايتي المستقلة. بدأت الثورة في الثاني والعشرين من شهر أغسطس عام 1791، وانتهت عام 1804 باستقلال المستعمرة السابقة. شارك السود والخلاسيون (مولاتو) والفرنسيون والإسبان والبريطانيون في ثورة هايتي، وبرز العبد السابق توسان لوفرتور ليصبح واحدًا من الأبطال الذين سحروا الجماهير. ثورة هايتي هي تمرد العبيد الوحيد الذي أدى إلى تأسيس دولة خالية من العبودية ولا يحكمها البيض أو القادة السابقون. تُعتبر ثورة هايتي اليوم لحظة فارقة في تاريخ العالم الأطلسي.
ظهر تأثير ثورة هايتي على مؤسسة العبودية عبر الأمريكيتين. فتبع انتهاء الحكم الفرنسي وإلغاء العبودية في المستعمرة المزيد من الانتصارات في مجال الدفاع عن تلك الحريات التي ثار سكان هايتي من أجلها، وبتعاون جميع الأحرار من مختلف أعراقهم، واستقلالهم عن الأوروبيين البيض. مثلت الثورة أكبر انتفاضة للعبيد منذ تمرد سبارتاكوس الفاشل ضد الجمهورية الرومانية قبل نحو 1900 سنة، وتحدت ثورة هايتي المعتقدات الأوروبية القديمة حول دونية السود وفشل الخاضعين للاستعمار بتحقيق حرياتهم والحفاظ عليها. ألهم تماسك تنظيم الثوار وفعاليته في تلك الأوقات الصعبة الكثيرَ من القصص التي صدمت وأرعبت مُلاك العبيد في نصف الكرة الأرضية.

## خلفية تاريخية

### تجارة العبيد في سان دومينغو
خلال القرن الثامن عشر، ارتبط نمو الاقتصاد الكاريبي إلى حد كبير بالطلب الأوروبي على السكر. زرع مُلاك المزارع السكر وأنتجوه باعتباره محصولًا نقديًا (يُزرع من أجل الربح) منذ عملية حصاد قصب السكر، والتي تطلبت الكثير من العمال. احتوت مستعمرة سان دومينغو الكثير من مزارع القهوة والكاكاو وصباغ النيلة (الإنديغو)، لكن تلك المزارع كانت أصغر وأقل ربحًا من مزارع السكر. تاجر الناس بالمحاصيل النقدية مقابل البضائع الأوروبية.
منذ ثلاثينيات القرن الثامن عشر، بنى المهندسون الفرنسيون أنظمة ريّ دقيقة لزيادة إنتاج قصب السكر. بحلول أربعينيات القرن الثامن عشر، أصبحت سان دومينغو –إلى جانب مستعمرة جامايكا البريطانية– المورد الرئيس للسكر عالميًا. اعتمد إنتاج السكر على عمل يدوي كثيف وفّره عبيد أفريقيا. فعملت 600 سفينة وسطيًا على نقل المنتجات من سان دومينغو إلى بوردو كلّ سنة، وكانت قيمة محاصيل وبضائع المستعمرة مماثلة تقريبًا لقيمة جميع المنتجات المشحونة من المستعمرات الثلاث عشرة إلى بريطانيا العظمى. اعتمدت أرزاق نحو مليون شخص في فرنسا عام 1789، من أصل 25 مليون، على الواردات الزراعية من سان دومينغو بشكل مباشر، واعتمد ملايين الناس الآخرين بشكل غير مباشر على التجارة مع المستعمرة ليحصّلوا قوتهم اليومي. كانت سان دومينغو أكثر مستعمرة فرنسية تُدر بالأرباح في العالم، بل كانت إحدى أكثر المستعمرات ربحيّة من بين جميع المستعمرات الأوروبية في القرن الثامن عشر.
حافظت العبودية على إنتاج السكر في ظروف قاسية، كمناخ الكاريبي الضار حيث تنتشر الأمراض كالملاريا (التي جُلبت من أفريقيا) والحمى الصفراء، واللتان سببتا وفيات كثيرة. ففي عام 1787 فقط، استورد الفرنسيون نحو 20 ألف عبدٍ من أفريقيا، ونقلوهم إلى سان دومينغو، بينما استورد البريطانيون نحو 38 ألف عبيد لجميع مستعمراتهم الكاريبية. وصل معدل الوفيات جراء الحمى الصفراء بين العبيد إلى ما لا يقل عن 50 بالمئة، وتوفي هؤلاء ضمن السنة التي وصلوا فيها، لذا فضّل مُلاك المزارع البيض إجبار عبيدهم على العمل لأقصى درجة بينما أعطوهم الحد الأدنى من الغذاء والمأوى. ارتأى هؤلاء أن من الأفضل لهم جعل عبيدهم يعملون أقصى ما يستطيعون مقابل الإنفاق عليهم بالحدود الدنيا قدر الإمكان، بما أن العبيد سيموتون من الحمى الصفراء على أي حال.